# Алек Невала-Лий
Алек Невала-Лий (на английски: Alec Nevala-Lee) е американски писател на произведения в жанра трилър, фентъзи, научна фантастика и биография.

## Биография и творчество
Алек Невала-Лий е роден през 1980 г. в Кастро Вали, Калифорния, САЩ. Получава бакалавърска степен по класическа филология от Харвардския университет. В колежа е член на студентското литературно списание, в което публикува първия си разказ. След дипломирането си работи няколко години във финансова инвестиционна фирма в Ню Йорк.
Разказите му са публикувани в „Analog Science Fiction and Fact“. Пише и за списанията „Los Angeles Times“, „Salon“, „Longreads“, „The Rumpus“ и „The Daily Beast“.
Първият му конспиративен трилър „Крадецът на икони“ от едноименната поредица е публикуван през 2012 г. Ню Йорк става място на убийствена надпревара за откриването на ценна картина на художника Марсел Дюшан – загадъчно изображение на гола жена без глава, с участници амбициозната Мади Блум, детектив Алън Пауъл, разследващ смъртта на млада жена, руският крадец и убиец Скита, и коварно тайно общество.
Алек Невала-Лий живее със семейството си в Оук Парк, Илинойс.

## Произведения

### Серия „Крадецът на икони“ (Icon Thief)
1. The Icon Thief (2012)
Крадецът на икони, изд.: ИК „Бард“, София (2014), прев. Венцислав Божилов
2. City of Exiles (2012)
3. Eternal Empire (2013)

### Разкази
- Inversus (2004)
- The Last Resort (2009)
- Kawataro (2011)
- The Boneless One (2011)
- Ernesto (2012)
- The Voices (2012)
- The Whale God (2013)
- Cryptids (2014)
- Stonebrood (2015)
- The Proving Ground (2017)

### Документалистика
- Astounding: John W. Campbell, Isaac Asimov, Robert A. Heinlein, L. Ron Hubbard, and the Golden Age of Science Fiction (2018)